# Remco Boere
Remco Boere (Rotterdam, 29 oktober 1961) is een voormalig Nederlands profvoetballer. Gedurende zijn loopbaan speelde hij onder andere voor Excelsior, Roda JC, SC Cambuur, FC Den Haag, FC Zwolle, Vitesse, KAA Gent, Iraklis Saloniki en Gil Vicente FC.
Hij werd tweemaal topscorer van de eerste divisie. In het seizoen 1983/84 namens Vitesse (27 doelpunten) en in 1985/86 (gedeeld met Peter van Velzen van RKC) namens FC Den Haag (28 doelpunten).
Hij is de oudere broer van Jeroen Boere, eveneens een oud-voetballer die uitkwam in de eredivisie.
Na zijn spelersloopbaan is hij coach geworden en was werkzaam bij Al Ahly Tripoli en nadien had hij Hammerfest FK in Noorwegen onder zijn hoede.

## Erelijst

### Individueel
| Nationaal                |    |                            |
| Topscorer eerste divisie | 2x | 1983/84 (27), 1985/86 (28) |